# Ceratizit Challenge by La Vuelta de 2020
A 6.ª edição da Ceratizit Challenge by La Vuelta (conhecida anteriormente como Madrid Challenge by La Vuelta) foi uma corrida de ciclismo feminino por etapas que se celebrou entre 6 e 8 de novembro de 2020 sobre uma distância total de 192,5 km, coincidindo em data com as últimas 3 etapas da Volta a Espanha de 2020.
A corrida fez parte do UCI WorldTour Feminino de 2020 como concorrência de categoria 2.wwT do calendário ciclístico de máximo nível mundial sendo a décima primeira corrida de dito circuito e foi vencida pela ciclista alemã Lisa Brennauer da equipa Ceratizit-WNT. O pódio completaram-no a ciclista italiana Elisa Longo Borghini da equipa Trek-Segafredo e a ciclista neerlandesa Lorena Wiebes da equipa Sunweb.

## Equipas
Tomaram a saída um total de 16 equipas, dos quais participaram as 6 equipas de categoria UCI WorldTeam Feminino habilitados e 10 equipas de categoria UCI Continental Team Feminino convidados pela organização da corrida, quem conformaram um pelotão de 84 ciclistas das quais terminaram 67. As equipas participantes foram:
| translation for headoftableIII_translate index 58 not found (6)- Alé BTC Ljubljana - Canyon-SRAM Racing - Mitchelton-Scott - Movistar Team - Sunweb Women - Trek-Segafredo UCI Women's continental teams (9)- Ceratizit-WNT Pro Cycling - Massi Tactic - BePink - Bizkaia-Durango - Doltcini-Van Eyck Sport - Hitec Products-Birk Sport - Río Miera-Cantabria Deporte - Sopela Women's Team - Valcar-Travel & Service UCI Women's continental team- Cronos-Casa Dorada |
| |

## Percorrido
| Etapa | Data   | Percurso                                | type                      | Distância (km) | Vencedor       | Líder geral    |
| ----- | ------ | --------------------------------------- | ------------------------- | -------------- | -------------- | -------------- |
| 1     | 6 nov. | Toledo – Escalona                       | etapa escarpada           | 82,8           | Lorena Wiebes  | Lorena Wiebes  |
| 2     | 7 nov. | Boadilla del Monte – Boadilla del Monte | contrarrelógio individual | 9,3            | Lisa Brennauer | Lisa Brennauer |
| 3     | 8 nov. | Madri – Madri                           | etapa plana               | 98,6           | Elisa Balsamo  | Lisa Brennauer |

## Desenvolvimento da corrida

### 1.ª etapa
| Toledo - Escalona | etapa escarpada | (82,8 km) |

| \| Classificação por etapas \| Classificação por etapas \| Classificação por etapas \| Classificação por etapas \| Classificação por etapas \| \| Ciclista \| Ciclista \| Equipe \| Tempo \| \| \| ------------------------ \| ------------------------ \| ------------------------- \| ------------------------ \| ------------------------ \| \| 1. \| Lorena Wiebes \| Sunweb \| 2h00m16s \| \| \| 2. \| Elisa Balsamo \| Valcar-Travel & Service \| + 0s \| \| \| 3. \| Lisa Brennauer \| Ceratizit-WNT Pro Cycling \| + 0s \| \| \| 4. \| Jelena Erić \| Movistar Team \| + 0s \| \| \| 5. \| Alice Barnes \| Canyon-SRAM Racing \| + 3s \| \| \| 6. \| Silvia Zanardi \| Bepink \| + 4s \| \| \| 7. \| Alexis Ryan \| Canyon-SRAM Racing \| + 4s \| \| \| 8. \| Laura Asencio \| Ceratizit-WNT Pro Cycling \| + 4s \| \| \| 9. \| Vittoria Guazzini \| Valcar-Travel & Service \| + 4s \| \| \| 10. \| Sarah Roy \| Mitchelton-Scott \| + 4s \| \| |                   |                           |          |
| |                   |                           |          |
| Fonte: ProCyclingStats |                   |                           |          |
| Classificação por etapas |                   |                           |          |
| Ciclista | Ciclista          | Equipe                    | Tempo    |
| 1. | Lorena Wiebes     | Sunweb                    | 2h00m16s |
| 2. | Elisa Balsamo     | Valcar-Travel & Service   | + 0s     |
| 3. | Lisa Brennauer    | Ceratizit-WNT Pro Cycling | + 0s     |
| 4. | Jelena Erić       | Movistar Team             | + 0s     |
| 5. | Alice Barnes      | Canyon-SRAM Racing        | + 3s     |
| 6. | Silvia Zanardi    | Bepink                    | + 4s     |
| 7. | Alexis Ryan       | Canyon-SRAM Racing        | + 4s     |
| 8. | Laura Asencio     | Ceratizit-WNT Pro Cycling | + 4s     |
| 9. | Vittoria Guazzini | Valcar-Travel & Service   | + 4s     |
| 10. | Sarah Roy         | Mitchelton-Scott          | + 4s     |

| \| Classificação geral \| Classificação geral \| Classificação geral \| Classificação geral \| Classificação geral \| \| Ciclista \| Ciclista \| Equipe \| Tempo \| \| \| ------------------- \| ------------------- \| ------------------------- \| ------------------- \| ------------------- \| \| 1. \| Lorena Wiebes \| Sunweb \| 2h00m01s \| \| \| 2. \| Elisa Balsamo \| Valcar-Travel & Service \| + 5s \| \| \| 3. \| Lisa Brennauer \| Ceratizit-WNT Pro Cycling \| + 10s \| \| \| 4. \| Jelena Erić \| Movistar Team \| + 15s \| \| \| 5. \| Alice Barnes \| Canyon-SRAM Racing \| + 18s \| \| \| 6. \| Silvia Zanardi \| Bepink \| + 19s \| \| \| 7. \| Alexis Ryan \| Canyon-SRAM Racing \| + 19s \| \| \| 8. \| Laura Asencio \| Ceratizit-WNT Pro Cycling \| + 19s \| \| \| 9. \| Vittoria Guazzini \| Valcar-Travel & Service \| + 19s \| \| \| 10. \| Sarah Roy \| Mitchelton-Scott \| + 19s \| \| |                   |                           |          |
| |                   |                           |          |
| Fonte: ProCyclingStats |                   |                           |          |
| Classificação geral |                   |                           |          |
| Ciclista | Ciclista          | Equipe                    | Tempo    |
| 1. | Lorena Wiebes     | Sunweb                    | 2h00m01s |
| 2. | Elisa Balsamo     | Valcar-Travel & Service   | + 5s     |
| 3. | Lisa Brennauer    | Ceratizit-WNT Pro Cycling | + 10s    |
| 4. | Jelena Erić       | Movistar Team             | + 15s    |
| 5. | Alice Barnes      | Canyon-SRAM Racing        | + 18s    |
| 6. | Silvia Zanardi    | Bepink                    | + 19s    |
| 7. | Alexis Ryan       | Canyon-SRAM Racing        | + 19s    |
| 8. | Laura Asencio     | Ceratizit-WNT Pro Cycling | + 19s    |
| 9. | Vittoria Guazzini | Valcar-Travel & Service   | + 19s    |
| 10. | Sarah Roy         | Mitchelton-Scott          | + 19s    |

### 2.ª etapa
| Boadilla del Monte - Boadilla del Monte | contrarrelógio individual | (9,3 km) |

| \| Classificação por etapas \| Classificação por etapas \| Classificação por etapas \| Classificação por etapas \| Classificação por etapas \| \| Ciclista \| Ciclista \| Equipe \| Tempo \| \| \| ------------------------ \| ------------------------ \| ------------------------- \| ------------------------ \| ------------------------ \| \| 1. \| Lisa Brennauer \| Ceratizit-WNT Pro Cycling \| 12m40s \| \| \| 2. \| Elisa Longo Borghini \| Trek-Segafredo \| + 1s \| \| \| 3. \| Ellen van Dijk \| Trek-Segafredo \| + 4s \| \| \| 4. \| Annemiek van Vleuten \| Mitchelton-Scott \| + 8s \| \| \| 5. \| Leah Kirchmann \| Sunweb \| + 14s \| \| \| 6. \| Sarah Roy \| Mitchelton-Scott \| + 18s \| \| \| 7. \| Mieke Kröger \| Hitec Products-Birk Sport \| + 21s \| \| \| 8. \| Alice Barnes \| Canyon-SRAM Racing \| + 25s \| \| \| 9. \| Maaike Boogaard \| Alé BTC Ljubljana \| + 26s \| \| \| 10. \| Hannah Ludwig \| Canyon-SRAM Racing \| + 28s \| \| |                      |                           |        |
| |                      |                           |        |
| Fonte: ProCyclingStats |                      |                           |        |
| Classificação por etapas |                      |                           |        |
| Ciclista | Ciclista             | Equipe                    | Tempo  |
| 1. | Lisa Brennauer       | Ceratizit-WNT Pro Cycling | 12m40s |
| 2. | Elisa Longo Borghini | Trek-Segafredo            | + 1s   |
| 3. | Ellen van Dijk       | Trek-Segafredo            | + 4s   |
| 4. | Annemiek van Vleuten | Mitchelton-Scott          | + 8s   |
| 5. | Leah Kirchmann       | Sunweb                    | + 14s  |
| 6. | Sarah Roy            | Mitchelton-Scott          | + 18s  |
| 7. | Mieke Kröger         | Hitec Products-Birk Sport | + 21s  |
| 8. | Alice Barnes         | Canyon-SRAM Racing        | + 25s  |
| 9. | Maaike Boogaard      | Alé BTC Ljubljana         | + 26s  |
| 10. | Hannah Ludwig        | Canyon-SRAM Racing        | + 28s  |

| \| Classificação geral \| Classificação geral \| Classificação geral \| Classificação geral \| Classificação geral \| \| Ciclista \| Ciclista \| Equipe \| Tempo \| \| \| ------------------- \| -------------------- \| ------------------------- \| ------------------- \| ------------------- \| \| 1. \| Lisa Brennauer \| Ceratizit-WNT Pro Cycling \| 2h12m51s \| \| \| 2. \| Elisa Longo Borghini \| Trek-Segafredo \| + 10s \| \| \| 3. \| Ellen van Dijk \| Trek-Segafredo \| + 13s \| \| \| 4. \| Annemiek van Vleuten \| Mitchelton-Scott \| + 17s \| \| \| 5. \| Lorena Wiebes \| Sunweb \| + 18s \| \| \| 6. \| Leah Kirchmann \| Sunweb \| + 23s \| \| \| 7. \| Sarah Roy \| Mitchelton-Scott \| + 27s \| \| \| 8. \| Mieke Kröger \| Hitec Products-Birk Sport \| + 30s \| \| \| 9. \| Alice Barnes \| Canyon-SRAM Racing \| + 33s \| \| \| 10. \| Maaike Boogaard \| Alé BTC Ljubljana \| + 35s \| \| |                      |                           |          |
| |                      |                           |          |
| Fonte: ProCyclingStats |                      |                           |          |
| Classificação geral |                      |                           |          |
| Ciclista | Ciclista             | Equipe                    | Tempo    |
| 1. | Lisa Brennauer       | Ceratizit-WNT Pro Cycling | 2h12m51s |
| 2. | Elisa Longo Borghini | Trek-Segafredo            | + 10s    |
| 3. | Ellen van Dijk       | Trek-Segafredo            | + 13s    |
| 4. | Annemiek van Vleuten | Mitchelton-Scott          | + 17s    |
| 5. | Lorena Wiebes        | Sunweb                    | + 18s    |
| 6. | Leah Kirchmann       | Sunweb                    | + 23s    |
| 7. | Sarah Roy            | Mitchelton-Scott          | + 27s    |
| 8. | Mieke Kröger         | Hitec Products-Birk Sport | + 30s    |
| 9. | Alice Barnes         | Canyon-SRAM Racing        | + 33s    |
| 10. | Maaike Boogaard      | Alé BTC Ljubljana         | + 35s    |

### 3.ª etapa
| Madri - Madri | etapa plana | (98,6 km) |

| \| Classificação por etapas \| Classificação por etapas \| Classificação por etapas \| Classificação por etapas \| Classificação por etapas \| \| Ciclista \| Ciclista \| Equipe \| Tempo \| \| \| ------------------------ \| ------------------------ \| ------------------------- \| ------------------------ \| ------------------------ \| \| 1. \| Elisa Balsamo \| Valcar-Travel & Service \| 2h16m49s \| \| \| 2. \| Lorena Wiebes \| Sunweb \| + 0s \| \| \| 3. \| Marta Bastianelli \| Alé BTC Ljubljana \| + 0s \| \| \| 4. \| Chiara Consonni \| Valcar-Travel & Service \| + 0s \| \| \| 5. \| Silvia Zanardi \| Bepink \| + 0s \| \| \| 6. \| Barbara Guarischi \| Movistar Team \| + 0s \| \| \| 7. \| Lisa Brennauer \| Ceratizit-WNT Pro Cycling \| + 0s \| \| \| 8. \| Sandra Alonso \| Cronos-Casa Dorada \| + 0s \| \| \| 9. \| Jelena Erić \| Movistar Team \| + 0s \| \| \| 10. \| Elisa Longo Borghini \| Trek-Segafredo \| + 0s \| \| |                      |                           |          |
| |                      |                           |          |
| Fonte: ProCyclingStats |                      |                           |          |
| Classificação por etapas |                      |                           |          |
| Ciclista | Ciclista             | Equipe                    | Tempo    |
| 1. | Elisa Balsamo        | Valcar-Travel & Service   | 2h16m49s |
| 2. | Lorena Wiebes        | Sunweb                    | + 0s     |
| 3. | Marta Bastianelli    | Alé BTC Ljubljana         | + 0s     |
| 4. | Chiara Consonni      | Valcar-Travel & Service   | + 0s     |
| 5. | Silvia Zanardi       | Bepink                    | + 0s     |
| 6. | Barbara Guarischi    | Movistar Team             | + 0s     |
| 7. | Lisa Brennauer       | Ceratizit-WNT Pro Cycling | + 0s     |
| 8. | Sandra Alonso        | Cronos-Casa Dorada        | + 0s     |
| 9. | Jelena Erić          | Movistar Team             | + 0s     |
| 10. | Elisa Longo Borghini | Trek-Segafredo            | + 0s     |

## Classificações finais
As classificações finalizaram da seguinte forma:

### Classificação geral
| \| Classificação geral \| Classificação geral \| Classificação geral \| Classificação geral \| Classificação geral \| \| Ciclista \| Ciclista \| Equipe \| Tempo \| \| \| ------------------- \| -------------------- \| ------------------------- \| ------------------- \| ------------------- \| \| 1. \| Lisa Brennauer \| Ceratizit-WNT Pro Cycling \| 4h29m21s \| \| \| 2. \| Elisa Longo Borghini \| Trek-Segafredo \| + 12s \| \| \| 3. \| Lorena Wiebes \| Sunweb \| + 13s \| \| \| 4. \| Ellen van Dijk \| Trek-Segafredo \| + 31s \| \| \| 5. \| Leah Kirchmann \| Sunweb \| + 42s \| \| \| 6. \| Annemiek van Vleuten \| Mitchelton-Scott \| + 44s \| \| \| 7. \| Sarah Roy \| Mitchelton-Scott \| + 46s \| \| \| 8. \| Maaike Boogaard \| Alé BTC Ljubljana \| + 52s \| \| \| 9. \| Alice Barnes \| Canyon-SRAM Racing \| + 52s \| \| \| 10. \| Mieke Kröger \| Hitec Products-Birk Sport \| + 57s \| \| |                      |                           |          |
| |                      |                           |          |
| Fonte: ProCyclingStats |                      |                           |          |
| Classificação geral |                      |                           |          |
| Ciclista | Ciclista             | Equipe                    | Tempo    |
| 1. | Lisa Brennauer       | Ceratizit-WNT Pro Cycling | 4h29m21s |
| 2. | Elisa Longo Borghini | Trek-Segafredo            | + 12s    |
| 3. | Lorena Wiebes        | Sunweb                    | + 13s    |
| 4. | Ellen van Dijk       | Trek-Segafredo            | + 31s    |
| 5. | Leah Kirchmann       | Sunweb                    | + 42s    |
| 6. | Annemiek van Vleuten | Mitchelton-Scott          | + 44s    |
| 7. | Sarah Roy            | Mitchelton-Scott          | + 46s    |
| 8. | Maaike Boogaard      | Alé BTC Ljubljana         | + 52s    |
| 9. | Alice Barnes         | Canyon-SRAM Racing        | + 52s    |
| 10. | Mieke Kröger         | Hitec Products-Birk Sport | + 57s    |

### Classificação por pontos
| Classificação por pontos | Classificação por pontos | Classificação por pontos  | Classificação por pontos | Classificação por pontos |
| Ciclista                 | Ciclista                 | Equipe                    | Pontos                   |                          |
| ------------------------ | ------------------------ | ------------------------- | ------------------------ | ------------------------ |
| 1.                       | Lisa Brennauer           | Ceratizit-WNT Pro Cycling | 38 pts                   |                          |
| 2.                       | Lorena Wiebes            | Sunweb                    | 36 pts                   |                          |
| 3.                       | Elisa Longo Borghini     | Trek-Segafredo            | 30 pts                   |                          |
| 4.                       | Elisa Balsamo            | Valcar-Travel & Service   | 15 pts                   |                          |
| 5.                       | Silvia Zanardi           | Bepink                    | 14 pts                   |                          |
| 6.                       | Hannah Ludwig            | Canyon-SRAM Racing        | 13 pts                   |                          |
| 7.                       | Jessica Roberts          | Mitchelton-Scott          | 11 pts                   |                          |
| 8.                       | Janneke Ensing           | Mitchelton-Scott          | 9 pts                    |                          |
| 9.                       | Maaike Boogaard          | Alé BTC Ljubljana         | 8 pts                    |                          |
| 10.                      | Wilma Olausson           | Sunweb                    | 8 pts                    |                          |

### Classificação dos jovens
| Classificação dos jovens | Classificação dos jovens | Classificação dos jovens   | Classificação dos jovens | Classificação dos jovens |
| Ciclista                 | Ciclista                 | Equipe                     | Tempo                    |                          |
| ------------------------ | ------------------------ | -------------------------- | ------------------------ | ------------------------ |
| 1.                       | Lorena Wiebes            | Sunweb                     | 4h29m34s                 |                          |
| 2.                       | Maaike Boogaard          | Alé BTC Ljubljana          | + 39s                    |                          |
| 3.                       | Alice Barnes             | Canyon-SRAM Racing         | + 39s                    |                          |
| 4.                       | Elisa Balsamo            | Valcar-Travel & Service    | + 46s                    |                          |
| 5.                       | Hannah Ludwig            | Canyon-SRAM Racing         | + 51s                    |                          |
| 6.                       | Jessica Roberts          | Mitchelton-Scott           | + 55s                    |                          |
| 7.                       | Marta Cavalli            | Valcar-Travel & Service    | + 56s                    |                          |
| 8.                       | Liane Lippert            | Sunweb                     | + 58s                    |                          |
| 9.                       | Jelena Erić              | Movistar Team              | + 1m06s                  |                          |
| 10.                      | Christina Schweinberger  | Doltcini-Van Eyck-Proximus | + 1m10s                  |                          |

## Evolução das classificações
| Etapa                 | Vencedora             | Classificação geral | Classificação por pontos | Classificação das jovens | Classificação por equipas |
| --------------------- | --------------------- | ------------------- | ------------------------ | ------------------------ | ------------------------- |
| 1.ª                   | Lorena Wiebes         | Lorena Wiebes       | Lorena Wiebes            | Lorena Wiebes            | Ceratizit-WNT             |
| 2.ª                   | Lisa Brennauer        | Lisa Brennauer      | Lisa Brennauer           | Lorena Wiebes            | Trek-Segafredo            |
| 3.ª                   | Elisa Balsamo         | Lisa Brennauer      | Lisa Brennauer           | Lorena Wiebes            | Trek-Segafredo            |
| Classificações finais | Classificações finais | Lisa Brennauer      | Lisa Brennauer           | Lorena Wiebes            | Trek-Segafredo            |

## Ciclistas participantes e posições finais
| Ceratizit-WNT Pro Cycling WNT | Ceratizit-WNT Pro Cycling WNT   | Ceratizit-WNT Pro Cycling WNT |
| ----------------------------- | ------------------------------- | ----------------------------- |
| Num                           | Ciclista                        | Pos                           |
| 1                             | Lisa Brennauer (GER) (estrada)  | 1.                            |
| 2                             | Laura Asencio (FRA)             | 41.                           |
| 3                             | Maria Giulia Confalonieri (ITA) | 31.                           |
| 4                             | Julie Norman Leth (DEN)         | 25.                           |
| 5                             | Sarah Rijkes (AUT)              | 51.                           |
| 6                             | Lara Vieceli (ITA)              | 42.                           |

| Trek-Segafredo TFS | Trek-Segafredo TFS                         | Trek-Segafredo TFS |
| ------------------ | ------------------------------------------ | ------------------ |
| Num                | Ciclista                                   | Pos                |
| 11                 | Audrey Cordon-Ragot (FRA) (estrada)        | 19.                |
| 12                 | Elisa Longo Borghini (ITA) (estrada e CRI) | 2.                 |
| 13                 | Letizia Paternoster (ITA)                  | DNF-3              |
| 14                 | Ellen van Dijk (NED)                       | 4.                 |

| Sunweb SUN | Sunweb SUN           | Sunweb SUN |
| ---------- | -------------------- | ---------- |
| Num        | Ciclista             | Pos        |
| 21         | Leah Kirchmann (CAN) | 5.         |
| 22         | Liane Lippert (GER)  | 18.        |
| 23         | Wilma Olausson (SWE) | 27.        |
| 24         | Julia Soek (NED)     | 24.        |
| 25         | Lorena Wiebes (NED)  | 3.         |

| Mitchelton-Scott MTS | Mitchelton-Scott MTS                 | Mitchelton-Scott MTS |
| -------------------- | ------------------------------------ | -------------------- |
| Num                  | Ciclista                             | Pos                  |
| 31                   | Annemiek van Vleuten (NED) (estrada) | 6.                   |
| 32                   | Jessica Allen (AUS)                  | DNF-3                |
| 33                   | Janneke Ensing (NED)                 | 23.                  |
| 34                   | Jessica Roberts (GBR)                | 15.                  |
| 35                   | Sarah Roy (AUS)                      | 7.                   |
| 36                   | Georgia Williams (NZL)               | 17.                  |

| Canyon-SRAM Racing CSR | Canyon-SRAM Racing CSR       | Canyon-SRAM Racing CSR |
| ---------------------- | ---------------------------- | ---------------------- |
| Num                    | Ciclista                     | Pos                    |
| 41                     | Alice Barnes (GBR) (estrada) | 9.                     |
| 42                     | Rotem Gafinovitz (ISR)       | 28.                    |
| 43                     | Ella Harris (NZL)            | DNF-3                  |
| 44                     | Hannah Ludwig (GER)          | 13.                    |
| 45                     | Christa Riffel (GER)         | 33.                    |
| 46                     | Alexis Ryan (USA)            | DNF-3                  |

| Valcar-Travel & Service VAL | Valcar-Travel & Service VAL | Valcar-Travel & Service VAL |
| --------------------------- | --------------------------- | --------------------------- |
| Num                         | Ciclista                    | Pos                         |
| 51                          | Marta Cavalli (ITA)         | 16.                         |
| 52                          | Elisa Balsamo (ITA)         | 11.                         |
| 53                          | Chiara Consonni (ITA)       | 34.                         |
| 54                          | Vittoria Guazzini (ITA)     | 37.                         |
| 55                          | Barbara Malcotti (ITA)      | 58.                         |
| 56                          | Ilaria Sanguineti (ITA)     | 29.                         |

| Alé BTC Ljubljana ALE | Alé BTC Ljubljana ALE        | Alé BTC Ljubljana ALE |
| --------------------- | ---------------------------- | --------------------- |
| Num                   | Ciclista                     | Pos                   |
| 61                    | Marta Bastianelli (ITA)      | 40.                   |
| 62                    | Maaike Boogaard (NED)        | 8.                    |
| 63                    | Eugenia Bujak (SLO)          | 12.                   |
| 64                    | Urša Pintar (SLO) (estrada)  | 38.                   |
| 65                    | Anna Trevisi (ITA)           | DNF-3                 |
| 66                    | Eri Yonamine (JPN) (estrada) | 32.                   |

| Movistar Team MOV | Movistar Team MOV              | Movistar Team MOV |
| ----------------- | ------------------------------ | ----------------- |
| Num               | Ciclista                       | Pos               |
| 71                | Barbara Guarischi (ITA)        | 35.               |
| 72                | Katrine Aalerud (NOR)          | 22.               |
| 73                | Jelena Erić (SRB)              | 20.               |
| 74                | Alicia González Blanco (ESP)   | 50.               |
| 75                | Gloria Rodríguez Sánchez (ESP) | 56.               |
| 76                | Alba Teruel Ribes (ESP)        | 59.               |

| Doltcini-Van Eyck-Proximus DVE | Doltcini-Van Eyck-Proximus DVE | Doltcini-Van Eyck-Proximus DVE |
| ------------------------------ | ------------------------------ | ------------------------------ |
| Num                            | Ciclista                       | Pos                            |
| 81                             | Christina Schweinberger (AUT)  | 21.                            |
| 82                             | Minke Bakker (NED)             | 60.                            |
| 83                             | Marieke de Groot (NED)         | 54.                            |
| 84                             | Nicole Hanselmann (SUI)        | 49.                            |

| Bepink BPK | Bepink BPK             | Bepink BPK |
| ---------- | ---------------------- | ---------- |
| Num        | Ciclista               | Pos        |
| 91         | Simona Frapporti (ITA) | 39.        |
| 92         | Camilla Alessio (ITA)  | 30.        |
| 93         | Vania Canvelli (ITA)   | 65.        |
| 94         | Giorgia Catarzi (ITA)  | 48.        |
| 95         | Silvia Valsecchi (ITA) | 26.        |
| 96         | Silvia Zanardi (ITA)   | 36.        |

| Cronos-Casa Dorada CDO | Cronos-Casa Dorada CDO    | Cronos-Casa Dorada CDO |
| ---------------------- | ------------------------- | ---------------------- |
| Num                    | Ciclista                  | Pos                    |
| 101                    | Alessia Vigilia (ITA)     | DNF-3                  |
| 102                    | Sandra Alonso (ESP)       | 46.                    |
| 103                    | Lydia Iglesias (ESP)      | DNF-3                  |
| 104                    | Małgorzata Jasińska (POL) | 44.                    |
| 105                    | Rachel Neylan (AUS)       | 52.                    |

| Bizkaia-Durango BDP | Bizkaia-Durango BDP    | Bizkaia-Durango BDP |
| ------------------- | ---------------------- | ------------------- |
| Num                 | Ciclista               | Pos                 |
| 111                 | Elizabeth Holden (GBR) | 45.                 |
| 112                 | Yurani Blanco (ESP)    | DNF-1               |
| 113                 | Emilie Fortin (CAN)    | 57.                 |
| 114                 | Ariana Gilabert (ESP)  | DNF-3               |

| Hitec Products-Birk Sport HPU | Hitec Products-Birk Sport HPU | Hitec Products-Birk Sport HPU |
| ----------------------------- | ----------------------------- | ----------------------------- |
| Num                           | Ciclista                      | Pos                           |
| 121                           | Lucy van der Haar (GBR)       | 55.                           |
| 122                           | Martine Gjøs (NOR)            | DNF-1                         |
| 123                           | Vita Heine (NOR)              | 14.                           |
| 124                           | Mieke Kröger (GER)            | 10.                           |

| Sopela Women's Team SWT | Sopela Women's Team SWT        | Sopela Women's Team SWT |
| ----------------------- | ------------------------------ | ----------------------- |
| Num                     | Ciclista                       | Pos                     |
| 131                     | Claire Steels (GBR)            | 62.                     |
| 132                     | Naia Amondarain (ESP)          | DNF-1                   |
| 133                     | Maria Banlles Santamaria (ESP) | DNF-1                   |
| 134                     | Sara Martín Martín (ESP)       | 47.                     |
| 135                     | Emma Ortiz (ESP)               | DNF-3                   |

| Massi Tactic MAT | Massi Tactic MAT              | Massi Tactic MAT |
| ---------------- | ----------------------------- | ---------------- |
| Num              | Ciclista                      | Pos              |
| 141              | Mireia Benito (ESP)           | 63.              |
| 142              | Belén López (ESP)             | 53.              |
| 143              | Martina Moreno Monteys (ESP)  | DNF-3            |
| 144              | Patricia Ortega Ruiz (ESP)    | DNF-3            |
| 145              | Gabrielle Pilote Fortin (CAN) | 64.              |
| 146              | Mireia Trias (ESP)            | 43.              |

| Río Miera-Cantabria Deporte RMC | Río Miera-Cantabria Deporte RMC | Río Miera-Cantabria Deporte RMC |
| ------------------------------- | ------------------------------- | ------------------------------- |
| Num                             | Ciclista                        | Pos                             |
| 151                             | Elisabet Escursell Valero (ESP) | DNF-2                           |
| 152                             | Paula Diaz (ESP)                | 61.                             |
| 153                             | Carolina Esteban (ESP)          | 66.                             |
| 154                             | Susana Perez Conejero (ESP)     | DNF-3                           |
| 155                             | Laura Tenorio (ESP)             | 67.                             |

| Ceratizit-WNT Pro Cycling WNT | Ceratizit-WNT Pro Cycling WNT   | Ceratizit-WNT Pro Cycling WNT |
| ----------------------------- | ------------------------------- | ----------------------------- |
| Num                           | Ciclista                        | Pos                           |
| 1                             | Lisa Brennauer (GER) (estrada)  | 1.                            |
| 2                             | Laura Asencio (FRA)             | 41.                           |
| 3                             | Maria Giulia Confalonieri (ITA) | 31.                           |
| 4                             | Julie Norman Leth (DEN)         | 25.                           |
| 5                             | Sarah Rijkes (AUT)              | 51.                           |
| 6                             | Lara Vieceli (ITA)              | 42.                           |

| Trek-Segafredo TFS | Trek-Segafredo TFS                         | Trek-Segafredo TFS |
| ------------------ | ------------------------------------------ | ------------------ |
| Num                | Ciclista                                   | Pos                |
| 11                 | Audrey Cordon-Ragot (FRA) (estrada)        | 19.                |
| 12                 | Elisa Longo Borghini (ITA) (estrada e CRI) | 2.                 |
| 13                 | Letizia Paternoster (ITA)                  | DNF-3              |
| 14                 | Ellen van Dijk (NED)                       | 4.                 |

| Sunweb SUN | Sunweb SUN           | Sunweb SUN |
| ---------- | -------------------- | ---------- |
| Num        | Ciclista             | Pos        |
| 21         | Leah Kirchmann (CAN) | 5.         |
| 22         | Liane Lippert (GER)  | 18.        |
| 23         | Wilma Olausson (SWE) | 27.        |
| 24         | Julia Soek (NED)     | 24.        |
| 25         | Lorena Wiebes (NED)  | 3.         |

| Mitchelton-Scott MTS | Mitchelton-Scott MTS                 | Mitchelton-Scott MTS |
| -------------------- | ------------------------------------ | -------------------- |
| Num                  | Ciclista                             | Pos                  |
| 31                   | Annemiek van Vleuten (NED) (estrada) | 6.                   |
| 32                   | Jessica Allen (AUS)                  | DNF-3                |
| 33                   | Janneke Ensing (NED)                 | 23.                  |
| 34                   | Jessica Roberts (GBR)                | 15.                  |
| 35                   | Sarah Roy (AUS)                      | 7.                   |
| 36                   | Georgia Williams (NZL)               | 17.                  |

| Canyon-SRAM Racing CSR | Canyon-SRAM Racing CSR       | Canyon-SRAM Racing CSR |
| ---------------------- | ---------------------------- | ---------------------- |
| Num                    | Ciclista                     | Pos                    |
| 41                     | Alice Barnes (GBR) (estrada) | 9.                     |
| 42                     | Rotem Gafinovitz (ISR)       | 28.                    |
| 43                     | Ella Harris (NZL)            | DNF-3                  |
| 44                     | Hannah Ludwig (GER)          | 13.                    |
| 45                     | Christa Riffel (GER)         | 33.                    |
| 46                     | Alexis Ryan (USA)            | DNF-3                  |

| Valcar-Travel & Service VAL | Valcar-Travel & Service VAL | Valcar-Travel & Service VAL |
| --------------------------- | --------------------------- | --------------------------- |
| Num                         | Ciclista                    | Pos                         |
| 51                          | Marta Cavalli (ITA)         | 16.                         |
| 52                          | Elisa Balsamo (ITA)         | 11.                         |
| 53                          | Chiara Consonni (ITA)       | 34.                         |
| 54                          | Vittoria Guazzini (ITA)     | 37.                         |
| 55                          | Barbara Malcotti (ITA)      | 58.                         |
| 56                          | Ilaria Sanguineti (ITA)     | 29.                         |

| Alé BTC Ljubljana ALE | Alé BTC Ljubljana ALE        | Alé BTC Ljubljana ALE |
| --------------------- | ---------------------------- | --------------------- |
| Num                   | Ciclista                     | Pos                   |
| 61                    | Marta Bastianelli (ITA)      | 40.                   |
| 62                    | Maaike Boogaard (NED)        | 8.                    |
| 63                    | Eugenia Bujak (SLO)          | 12.                   |
| 64                    | Urša Pintar (SLO) (estrada)  | 38.                   |
| 65                    | Anna Trevisi (ITA)           | DNF-3                 |
| 66                    | Eri Yonamine (JPN) (estrada) | 32.                   |

| Movistar Team MOV | Movistar Team MOV              | Movistar Team MOV |
| ----------------- | ------------------------------ | ----------------- |
| Num               | Ciclista                       | Pos               |
| 71                | Barbara Guarischi (ITA)        | 35.               |
| 72                | Katrine Aalerud (NOR)          | 22.               |
| 73                | Jelena Erić (SRB)              | 20.               |
| 74                | Alicia González Blanco (ESP)   | 50.               |
| 75                | Gloria Rodríguez Sánchez (ESP) | 56.               |
| 76                | Alba Teruel Ribes (ESP)        | 59.               |

| Doltcini-Van Eyck-Proximus DVE | Doltcini-Van Eyck-Proximus DVE | Doltcini-Van Eyck-Proximus DVE |
| ------------------------------ | ------------------------------ | ------------------------------ |
| Num                            | Ciclista                       | Pos                            |
| 81                             | Christina Schweinberger (AUT)  | 21.                            |
| 82                             | Minke Bakker (NED)             | 60.                            |
| 83                             | Marieke de Groot (NED)         | 54.                            |
| 84                             | Nicole Hanselmann (SUI)        | 49.                            |

| Bepink BPK | Bepink BPK             | Bepink BPK |
| ---------- | ---------------------- | ---------- |
| Num        | Ciclista               | Pos        |
| 91         | Simona Frapporti (ITA) | 39.        |
| 92         | Camilla Alessio (ITA)  | 30.        |
| 93         | Vania Canvelli (ITA)   | 65.        |
| 94         | Giorgia Catarzi (ITA)  | 48.        |
| 95         | Silvia Valsecchi (ITA) | 26.        |
| 96         | Silvia Zanardi (ITA)   | 36.        |

| Cronos-Casa Dorada CDO | Cronos-Casa Dorada CDO    | Cronos-Casa Dorada CDO |
| ---------------------- | ------------------------- | ---------------------- |
| Num                    | Ciclista                  | Pos                    |
| 101                    | Alessia Vigilia (ITA)     | DNF-3                  |
| 102                    | Sandra Alonso (ESP)       | 46.                    |
| 103                    | Lydia Iglesias (ESP)      | DNF-3                  |
| 104                    | Małgorzata Jasińska (POL) | 44.                    |
| 105                    | Rachel Neylan (AUS)       | 52.                    |

| Bizkaia-Durango BDP | Bizkaia-Durango BDP    | Bizkaia-Durango BDP |
| ------------------- | ---------------------- | ------------------- |
| Num                 | Ciclista               | Pos                 |
| 111                 | Elizabeth Holden (GBR) | 45.                 |
| 112                 | Yurani Blanco (ESP)    | DNF-1               |
| 113                 | Emilie Fortin (CAN)    | 57.                 |
| 114                 | Ariana Gilabert (ESP)  | DNF-3               |

| Hitec Products-Birk Sport HPU | Hitec Products-Birk Sport HPU | Hitec Products-Birk Sport HPU |
| ----------------------------- | ----------------------------- | ----------------------------- |
| Num                           | Ciclista                      | Pos                           |
| 121                           | Lucy van der Haar (GBR)       | 55.                           |
| 122                           | Martine Gjøs (NOR)            | DNF-1                         |
| 123                           | Vita Heine (NOR)              | 14.                           |
| 124                           | Mieke Kröger (GER)            | 10.                           |

| Sopela Women's Team SWT | Sopela Women's Team SWT        | Sopela Women's Team SWT |
| ----------------------- | ------------------------------ | ----------------------- |
| Num                     | Ciclista                       | Pos                     |
| 131                     | Claire Steels (GBR)            | 62.                     |
| 132                     | Naia Amondarain (ESP)          | DNF-1                   |
| 133                     | Maria Banlles Santamaria (ESP) | DNF-1                   |
| 134                     | Sara Martín Martín (ESP)       | 47.                     |
| 135                     | Emma Ortiz (ESP)               | DNF-3                   |

| Massi Tactic MAT | Massi Tactic MAT              | Massi Tactic MAT |
| ---------------- | ----------------------------- | ---------------- |
| Num              | Ciclista                      | Pos              |
| 141              | Mireia Benito (ESP)           | 63.              |
| 142              | Belén López (ESP)             | 53.              |
| 143              | Martina Moreno Monteys (ESP)  | DNF-3            |
| 144              | Patricia Ortega Ruiz (ESP)    | DNF-3            |
| 145              | Gabrielle Pilote Fortin (CAN) | 64.              |
| 146              | Mireia Trias (ESP)            | 43.              |

| Río Miera-Cantabria Deporte RMC | Río Miera-Cantabria Deporte RMC | Río Miera-Cantabria Deporte RMC |
| ------------------------------- | ------------------------------- | ------------------------------- |
| Num                             | Ciclista                        | Pos                             |
| 151                             | Elisabet Escursell Valero (ESP) | DNF-2                           |
| 152                             | Paula Diaz (ESP)                | 61.                             |
| 153                             | Carolina Esteban (ESP)          | 66.                             |
| 154                             | Susana Perez Conejero (ESP)     | DNF-3                           |
| 155                             | Laura Tenorio (ESP)             | 67.                             |

Convenções:
- AB-N: Abandono na etapa "N"
- FLT-N: Retiro por chegada fora do limite de tempo na etapa "N"
- NTS-N: Não tomou a saída para a etapa "N"
- DES-N: Desclassificado ou expulsado na etapa "N"

## UCI WorldTour Feminino
A Ceratizit Challenge by La Vuelta outorgou pontos para o UCI World Ranking Feminino e o UCI WorldTour Ranking Feminino para corredoras das equipas nas categorias UCI Team Feminino. As seguintes tabelas mostram o barómetro de pontuação e as 10 corredoras que obtiveram mais pontos:
| Posição             | 1.ª | 2.ª | 3.ª | 4.ª | 5.ª | 6.ª | 7.ª | 8.ª | 9.ª | 10.ª | 11.ª | 12.ª | 13.ª | 14.ª | 15.ª | 16.ª-20.ª | 21.ª-30.ª | 31.ª-40.ª |
| Classificação geral | 400 | 320 | 260 | 220 | 180 | 140 | 120 | 100 | 80  | 68   | 56   | 48   | 40   | 32   | 28   | 24        | 16        | 8         |
| Por etapa           | 50  | 40  | 30  | 25  | 20  | 18  | 15  | 10  | 8   | 6    |      |      |      |      |      |           |           |           |
| Líder               | 8   |     |     |     |     |     |     |     |     |      |      |      |      |      |      |           |           |           |
| Melhor jovem        | 6   | 4   | 2   |     |     |     |     |     |     |      |      |      |      |      |      |           |           |           |

| Classificação |                      |                         |       |       |       |       |       |
| Posição       | Ciclista             | Equipa                  | Geral | Etapa | Líder | Jovem | Total |
| ------------- | -------------------- | ----------------------- | ----- | ----- | ----- | ----- | ----- |
| 1.ª           | Lisa Brennauer       | Ceratizit-WNT           | 400   | 95    | 8     | -     | 503   |
| 2.ª           | Elisa Longo Borghini | Trek-Segafredo          | 320   | 46    | -     | -     | 366   |
| 3.ª           | Lorena Wiebes        | Sunweb                  | 260   | 90    | 8     | 6     | 358   |
| 4.ª           | Ellen van Dijk       | Trek-Segafredo          | 220   | 30    | -     | -     | 250   |
| 5.ª           | Leah Kirchmann       | Sunweb                  | 180   | 20    | -     | -     | 200   |
| 6.ª           | Annemiek van Vleuten | Mitchelton Scott        | 140   | 25    | -     | -     | 165   |
| 7.ª           | Elisa Balsamo        | Valcar-Travel & Service | 56    | 90    | -     |       | 146   |
| 8.ª           | Sarah Roy            | Mitchelton Scott        | 120   | 24    | -     | -     | 144   |
| 9.ª           | Alice Barnes         | Canyon SRAM Racing      | 80    | 30    | -     | 2     | 110   |
| 10.ª          | Maaike Boogard       | Alé BTC Ljubljana       | 100   | 8     | -     | 4     | 108   |

1. ↑  Não inclui os pontos da classificação das jovens já que estes sozinho contabilizam para o ranking sub-23.